# Reichsthal
Reichsthal ist eine Ortsgemeinde im Donnersbergkreis in Rheinland-Pfalz. Sie gehört der Verbandsgemeinde Nordpfälzer Land an.

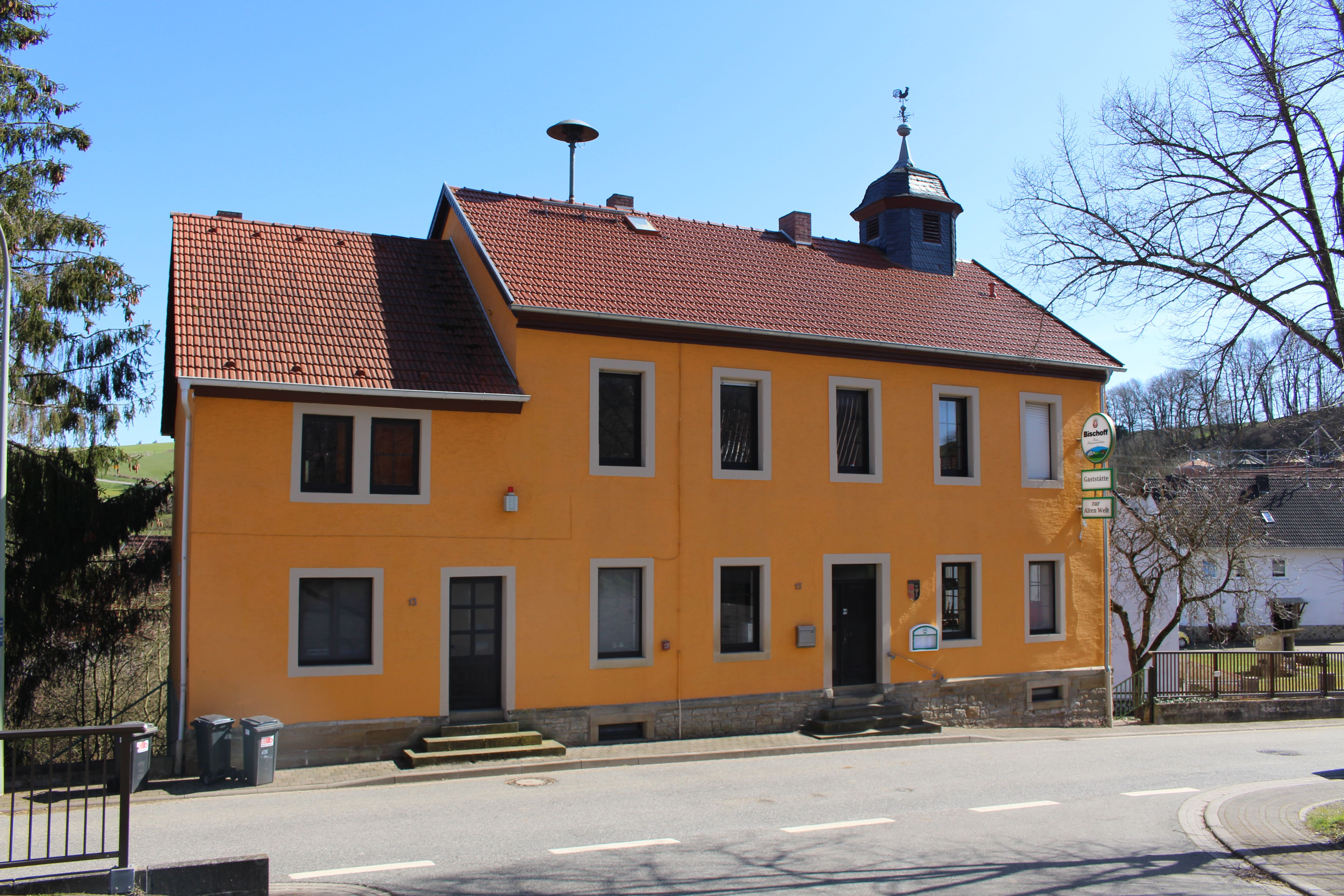
Bürgerhaus an der Hauptstraße

## Geographie
Der Ort liegt am Hahnenbach im Nordpfälzer Bergland westlich des Donnersbergs zwischen Kaiserslautern und Bad Kreuznach.

## Geschichte
Reichsthal wurde 1375 erstmals urkundlich erwähnt. Nach der Französischen Revolution wurde der Ort in das französische Département Donnersberg eingegliedert. Infolge des Wiener Kongresses war er von 1816 bis 1945 bayerisch. Nach dem Zweiten Weltkrieg war Reichsthal Teil der französischen Besatzungszone und wurde in das 1946 neu gebildete Land Rheinland-Pfalz eingegliedert. 1967 gewann Reichsthal den Bundessiegerpreis im Wettbewerb „Unser Dorf soll schöner werden“.

## Politik

### Gemeinderat
Der Gemeinderat in Reichsthal besteht aus sechs Ratsmitgliedern, die bei der Kommunalwahl am 9. Juni 2024 in einer Mehrheitswahl gewählt wurden, und der ehrenamtlichen Ortsbürgermeisterin als Vorsitzender.

### Bürgermeister
Stephanie Schwarz wurde am 25. Juli 2024 Ortsbürgermeisterin von Reichsthal. Da bei der Direktwahl am 9. Juni 2024 kein gültiger Wahlvorschlag eingereicht wurde, oblag die Neuwahl des Bürgermeisters gemäß rheinland-pfälzischer Gemeindeordnung dem Rat. Dieser wählte in seiner konstituierenden Sitzung Stephanie Schwarz zur Ortsbürgermeisterin. Sie löste den bisherigen Ortsbürgermeister Dirk Grill ab, der dieses Amt zehn Jahre lang ausübte. Grill war 2014 zum Nachfolger seines Vaters Dieter Grill gewählt worden, der seit Oktober 2000 Ortsbürgermeister gewesen war.

### Wappen
| Wappen von Reichsthal | Blasonierung: „Gespalten von Gold und Schwarz; rechts ein schwarzer Faden, darüber ein roter Pferdekopf, darunter ein rotes Posthorn, links eine goldene mit roten Edelsteinen belegte Zackenkrone ein goldenes Zepter mit Lilienkrönung umfassend.“ |
| Wappen von Reichsthal | Wappenbegründung: Pferdekopf und Posthorn erinnern an die ehemalige Poststation, Krone und Zepter an den Amtssitz der unmittelbaren Reichsherrschaft in Reipoltskirchen.                                                                             |

## Wirtschaft und Infrastruktur
Über die A 63 im Südosten besteht Anschluss an den Fernverkehr. In Rockenhausen ist ein Bahnhof der Alsenztalbahn.